# Emil Wacker
Peter Johannes Georg Emil Wacker (* 16. Mai 1839 in Kotzenbüll; † 2. April 1913 in Flensburg) war ein evangelisch-lutherischer Theologe und Pastor.

## Leben und Wirken
Emil Wacker war ein Sohn des Lehrers und Organisten Hans Georg Wacker und dessen Ehefrau Margaretha, geborene Karstens aus Wesselburen. Er besuchte zunächst die Kotzenbüller Dorfschule, an der der Vater lehrte. Anschließend bekam er Privatunterricht von dem Pastor Christensen in Tönning, einem Anhänger von Nikolai Frederik Severin Grundtvig, um sich für den Besuch der Lateinschule in Hadersleben vorzubereiten.
1860 begann Wacker ein Theologiestudium in Kopenhagen. Da er sich zum Deutschtum bekannte, verlor er sein Stipendium und wechselte 1861 an die Universität Kiel und später nach Berlin. Nach dem Examen 1865 und dem Amtsexamen 1866 unterrichtete er als Hauslehrer in Ulderup und wurde in Schleswig ordiniert. Danach arbeitete er als Adjunkt in Ketting. 1867 übernahm er eine Pastorenstelle in Rinkenis.
Am 22. April 1870 heiratete Wacker Maria Petronella Plum († 28. August 1902), die von der Insel Møn stammte. Das Ehepaar bekam fünf Kinder. Die Tochter Margarete arbeitete später als Studienrätin in Altona und dokumentierte das Leben ihres Vaters.
Während seiner Zeit in Rinkenis kontaktierte Wacker die Hermannsburger Mission. 1873 verlegte er das Kirkeligt Söndagsblad. Am 9. August 1873 übernahm er die Ämter des Rektors und Pastors der Diakonissenanstalt in Flensburg, wo er bis zum Ruhestand 1910 blieb. Während dieser Jahre arbeitete er lange Zeit mit der Oberin Albertine von Lüderitz zusammen.

## Bedeutung als Theologe
Wacker galt als einer der führenden Personen der Erweckungsbewegung in Nordschleswig und zählte zu den seinerzeit wichtigsten Theologen der Region. In Flensburg gründete er die Lutherische Konferenz, die auch heute noch besteht. Er beschäftigte sich primär mit Versöhnung, Bekehrung und Heilsgewissheit und erlangte mit seinen Vorträgen und Publikationen Bekanntheit bei Pastoren und Gläubigen bis nach Süddeutschland.
Wacker beeinflusste unter anderem den Theologen Hans Asmussen, der in Wackers Umkreis aufwuchs, und den späteren Landesbischof von Hamburg Volkmar Herntrich.

## Schriften
- Der Diakonissenberuf, Gütersloh: Bertelsmann
  - Teil 1: Der Diakonissenberuf nach seiner Vergangenheit und Gegenwart, 1888, 4. Aufl. 1913.
  - Teil 2: Der Diakonissenberuf nach seinen geistlichen Bedingungen und Zielen, 1902, 2. Aufl. 1914.
- Die Laienpredigt und der Pietismus in der lutherischen Kirche. Zwei Vorträge nebst einem Nachtrag, Gütersloh: Bertelsmann 1889.
- Diakonissenspiegel. Gesammelte Betrachtungen, Flensburg: Selbstverlag der ev.-luth. Diakonissenanstalt, 2. Auflage 1891, 4. Aufl. 1928.
- Maria – die Mutter des Herrn, Gütersloh: Bertelsmann 1891.
- Samariterliebe. Skizzen und Betrachtungen zum Evangelium vom barmherzigen Samariter, Gütersloh: Bertelsmann ²1891.
- Wiedergeburt und Bekehrung in ihrem gegenseitigen Verhältnis nach der Schrift, Gütersloh: Bertelsmann 1893.
- Frucht in Geduld. Zwölf Epistelpredigten, Gütersloh: Bertelsmann 1893.
- Die köstliche Perle und die innere Mission. Eine praktisch-theologische Meditation, Gütersloh: Bertelsmann 1895.
- Eins ist not. Konfirmandenunterricht, auch zum Selbstunterricht für erwachsene Christen, Breklum: Jensen & Hinrichsen 1896 (3. Aufl. 1914.).
- Phöbe. Gesammelte Betrachtungen, Gütersloh: Bertelsmann 1903.
- Die Heilsordnung, Gütersloh: Bertelsmann 1905.
- Kirchliche Reiseerlebnisse. Betrachtungen über Glauben und Wissen, Gütersloh: Bertelsmann 1906.
- Unser Taufbund. Sieben Predigten über die Evangelien der Fastenzeit, Gütersloh: Bertelsmann 1907.
- Bekehrung und Bekenntnis. Predigten. Hrsg. von Margarethe Wacker, Gütersloh: Bertelsmann 1914.
- Ordo salutis. Die Heilsordnung. Neu hrsg. von Martin Pörksen, Breklum: Jensen 1960.